# مايك هوسكينغ
مايك هوسكينغ (بالإنجليزية: Mike Hosking)‏ هو مقدم تلفزيوني نيوزيلندي، ولد في 1965.